# Solange Knowles
Solange Piaget Knowles, nota anche con lo pseudonimo di Solange (Houston, 24 giugno 1986), è una cantautrice, produttrice discografica, regista, performer artist e modella statunitense. Cresciuta sotto l'influenza della sorella Beyoncé e delle Destiny's Child, Solange ha pubblicato quattro album in studio, tra cui A Seat at the Table, che ha ricevuto l'acclamazione globale e contiene il brano Cranes in the Sky, vincitore del Grammy Award alla miglior interpretazione R&B.
Successivamente alla firma del contratto con la Music World Entertainment del padre Mathew Knowles, pubblica il primo album in studio Solo Star (2002) esordendo nelle prime cinquanta posizioni della Billboard 200. Negli anni successivi recita nel film Ragazze nel pallone - Tutto o niente e prosegue la carriera da cantautrice componendo brani per Beyoncé, Kelly Rowland e Michelle Williams. Nel 2008 pubblica il secondo album Sol-Angel and the Hadley St. Dreams, divenuto il primo della cantante ad esordire nelle prime dieci posizioni della Billboard 200. Nel 2012 fonda la propria casa discografica Saint Records e pubblica un EP dal titolo True, in cui è presente il singolo Losing You.
Dopo aver redatto il ruolo di direttore musicale della serie televisiva Insecure e aver diretto il video The Weekend di SZA, Solange pubblica il terzo album in studio A Seat at the Table. L'album esordisce alla prima posizione della Billboard 200 e viene riconosciuto con un BET Awards, un Soul Train Music Award e il Grammy Award alla miglior interpretazione R&B per il brano Cranes in the Sky. Nel 2019 pubblica When I Get Home, elogiato dalla critica e terzo album della cantante ad esordire nelle prime dieci posizioni della classifica statunitense, sostenuto dal singolo Almeda.
Billboard ha inserito la cantante tra i 100 artisti dance di maggior successo e le ha conferito l'Impact Award ai Billboard Women in Music, per i suoi contributi artistici nel panorama musicale.
Nel corso della sua carriera ha diretto, coreografato e prodotto spettacoli di arti performative presso musei ed esposizioni d'arte internazionali, tra cui al Getty Museum, Solomon R. Guggenheim Museum e alla Biennale d'arte di Venezia. Nel 2022 è divenuta la terza donna e prima afroamericana a comporre una colonna sonora per il New York City Ballet. Solange ha inoltre sfilato e divenuta volto di numerose case di moda, tra cui Alberta Ferretti, Louis Vuitton, Giorgio Armani, Michael Kors e Calvin Klein.

## Biografia
Nata a Houston, nel Texas, è la figlia di Mathew e Tina Knowles ed è sorella di Beyoncé. Suo padre è afroamericano, mentre sua madre ha origini creole (discendenze afroamericane, native americane, tedesche e francesi); entrambi lasciarono il lavoro per seguire le carriere delle figlie, diventando due importanti imprenditori nell'ambito della musica e della moda.

### 2001-2002: esordi
Nel 2001, all'età di 15 anni, inizia a scrivere 4 brani per l'album di debutto della cugina Kelly Rowland, Simply Deep. Inoltre sulle orme della più celebre sorella Beyoncé, Solange partecipa in veste di ballerina a numerosi tour delle Destiny's Child, promossa dal padre.
Subito dopo il tour mondiale del 2002 delle Destiny's Child, Matthew Knowles annuncia l'idea di voler far diventare Solange il quarto membro del gruppo: la notizia viene tuttavia smentita dal gruppo stesso e Solange, poco dopo, pubblica il suo album da solista di debutto, Solo Star, nel gennaio 2003.

### 2002-2004:Solo Stare il debutto come compositrice e attrice
Già nel 2002 aveva cantato la canzone True Love insieme al giovane Lil' Romeo. La canzone farà parte dell'album Solo Star dove Solange è cantautrice di tutti e 15 i brani. Si avvale inoltre della collaborazione di Timbaland, The Neptunes, Linda Perry e Jermaine Dupri. Il primo singolo Feelin' You (Part II) non riesce ad entrare nella Billboard Hot 100 ma arriva alla posizione numero tre sia della classifica Hot R&B/Hip-Hop Songs che Hot Dance Singles Sales. L'album raggiunge la posizione 49 della Billboard 200 e la posizione 23 della Top R&B/Hip-Hop Albums.
Nel 2004 partecipa al film Ragazze nel pallone - Tutto o niente in cui interpreta la capitana delle cheerleader. Nello stesso anno dopo il matrimonio si sposta in Idaho dove si dedica alla composizione di alcuni brani per il terzo album da solista della sorella, Get Me Bodied e Upgrade U, per Michelle Williams e le Destiny's Child, apparendo anche nel video di Soldier del gruppo.

### 2008-2014:Sol-Angel and the Hadley St. Dreamsed altri progetti

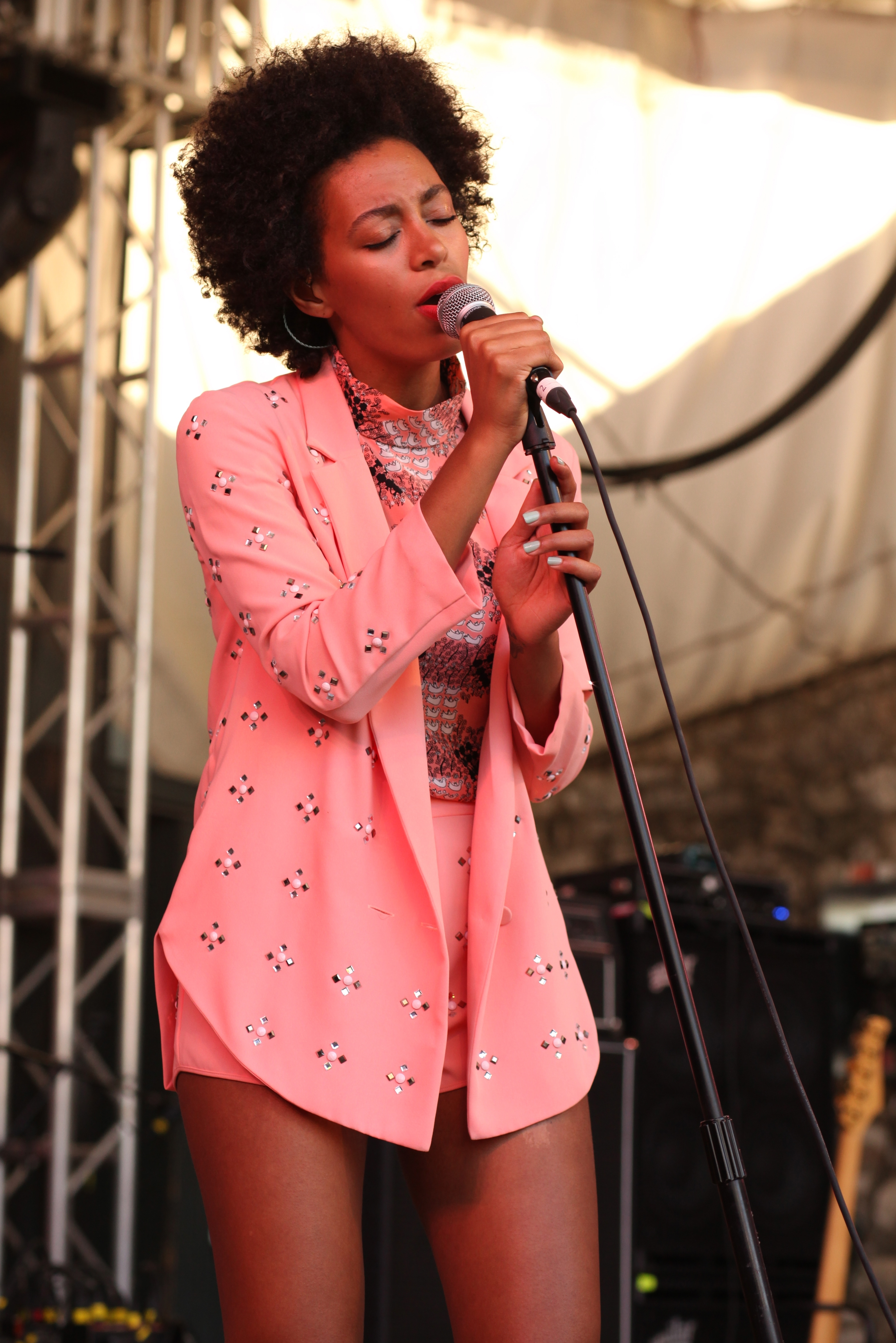
Solange al South by Southwest nel 2013

Nel 2008 vince il premio per la composizione del migliore brano R&B and Hip-Hop all'ASCAP Award per Get Me Bodied.
Nel 2008 pubblica il suo secondo album Sol-Angel and the Hadley St. Dreams.L'album ha influenze degli anni '60 e '70 di orientamento pop. Billboard lo definì ''Più di una moderna unione tra Hip-Hop e R&B, che attinge dal Blues al Jazz'' e fu in generale acclamato positivamente, visto quasi come il suo vero album di debutto. L'album fu promosso dal brano I Decided che raggiunse la prima posizione nella classifica Billbloard Hot Dance Club Play e con il the Hadley St. Dreams Tour nei paesi anglosassoni.
Nel 2009 afferma in un'intervista ad MTV di essere pronta a realizzare un nuovo album, ma nel 2010 in un'intervista al programma statunitense Vibe afferma di aver sofferto di un esaurimento nervoso causato dal consistente lavoro per il suo terzo album che le costò un sacrificio "mentale, emotivo e finanziario". L'album avrebbe avuto un carattere "Dance ma con testi con significati profondi e oscuri" e avrebbe avuto la collaborazione nella stesura del brani di Pharrell Williams, che da tempo collabora con le sorelle Knowles, e di Chromeo. Nel mentre si dedica alla stesura di alcuni brani tra cui Why Don't You Love Me che, anche se inizialmente pensato per il suo futuro album, viene inserito nell'edizione platino del terzo album da solista della sorella, I Am... Sasha Pierce.
Dopo 3 anni, nel 2012, rilascia Losing You, brano che riscuote un buon successo in America ed Europa, tanto da diventare uno dei pochi brani a sfondare anche in Italia. L'album viene rilasciato sul canale ITunes della cantante nel novembre di quell'anno, e consiste in un EP dal titolo True. L'album debutta alla posizione 17 della classifica Billboard Top R&B/Hip-Hop Albums.
Nel 2014 collabora con i Chromeo nel brano Lost on The Way Home presente nel quarto album della band, White Woman. È presente inoltre nel brano Electric Lady tratto dall'omonimo album di Janelle Monáe.

### 2016-2017:A Seat at the Table

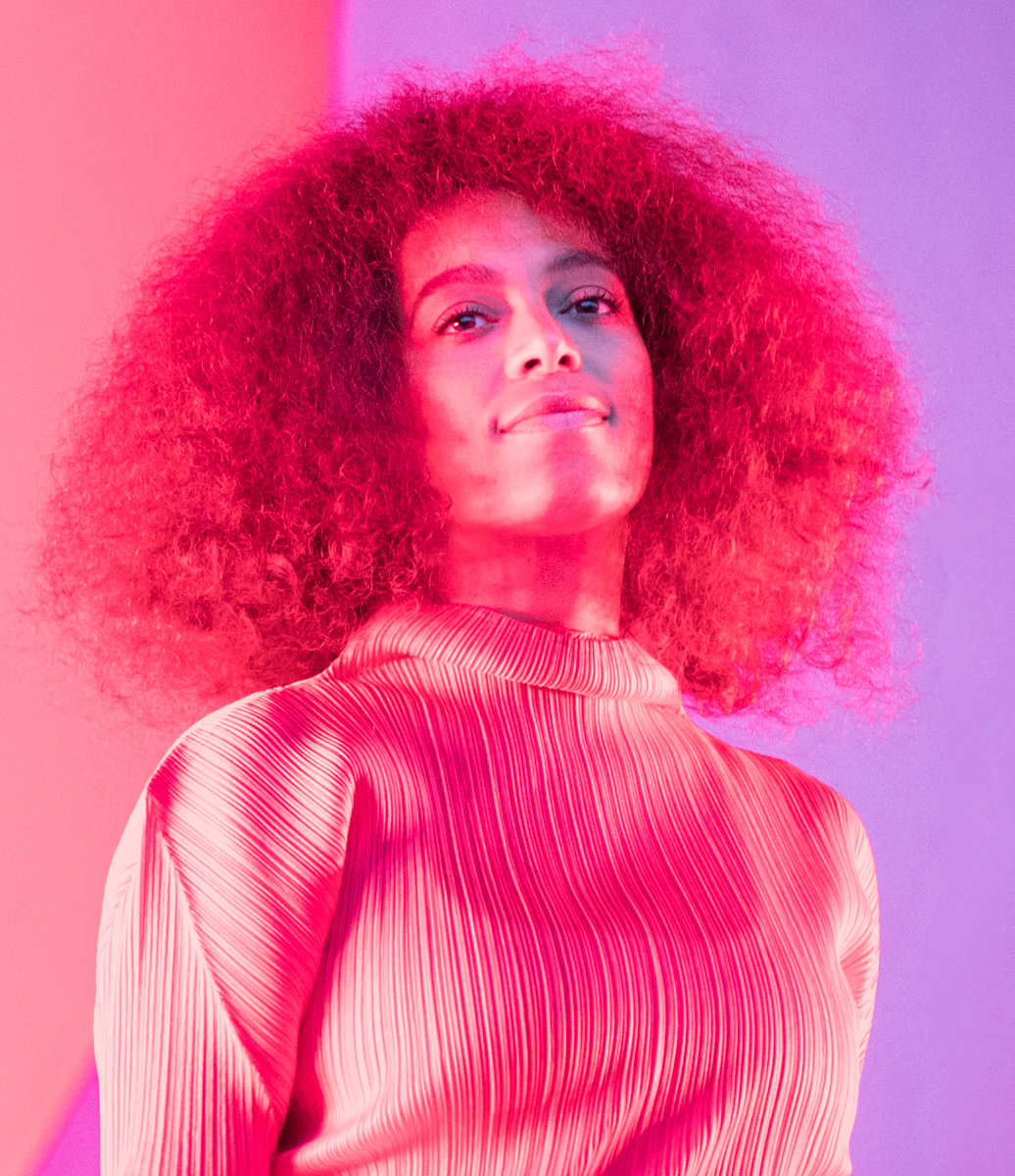
Solange al Frognerparken ad Oslo nel 2017

Nel corso del 2016 lavora al fianco di Issa Rae, Melina Matsoukas e Raphael Saadiq per le musiche della serie televisiva Insecure.
Il 30 settembre 2016 pubblica un nuovo album, A Seat at the Table, annunciato nella pagina Instagram della cantante. L'album vede la partecipazione della cugina Kelly Rowland, di Lil Wayne, Kelela, Q-Tip, The-Dream e Dev Hynes. L'album viene accolto positivamente dalla critica tanto che Rolling Stone, che gli conferisce un punteggio di 4 stelle su 5, lo definisce come un «fantastico LP che prende spunti sonori da lati dell'anima più nascosti mentre suona puntuale come un tweet appena inviato» mentre The Guardian come «un album che è impregnato nella cultura nera, portando alla luce i problemi razziali». La rivista americana Elle invece esalta il fatto che «non è possibile comprenderlo a pieno dalle persone comuni, poiché non realizzerebbero il vero messaggio».
L'album debutta alla posizione numero 1 della classifica iTunes statunitense rimanendo nella top 10 per l'intera settimana successiva, diventando così il maggior successo della cantante. Inoltre raggiunge la prima posizione nella classifica Billboard 200 diventando il suo miglior debutto nella classifica. L'album debutta in buone posizioni nelle maggiori classifiche europee ed internazionali tra cui Regno Unito, Canada, Australia, Germania, Belgio, Sudafrica e Irlanda.
Inoltre è arrivata a stabilire con l'album della sorella Lemonade un nuovo record nella classifica: infatti sono le prime sorelle ad essere alla prima posizione nello stesso anno e ad essere nella top 5 contemporaneamente.. Anche nella classifica Billboard 200 entrambe le sorelle Knowles raggiungono nello stesso anno la prima posizione, seconde solo a Michael Jackson e Janet Jackson che lo realizzarono nel 2001.
Il primo singolo, Cranes in the Sky venne estratto in data 5 ottobre; per esso, è stato pubblicato anche un video musicale come per il brano Don't Touch my Hair. Cranes in the Sky fa ottenere alla cantante il primo Grammy Awards nel 2017 nella categoria miglior interpretazione R&B. Vince inoltre il suo primo BET Awards e Soul Train Music Award come compositrice. Ai Billboard Woman in Music del 2017 la cantante è la prima recepente nella storia della premiazione dell'Impact Award per i suoi contributi nell'industria musicale. Sia l'album che l'estratto Cranes in the Sky ricevono la certificazione d'oro dalla RIAA.

### 2018-presente:When I Get Home,arte performativa e nuovi progetti

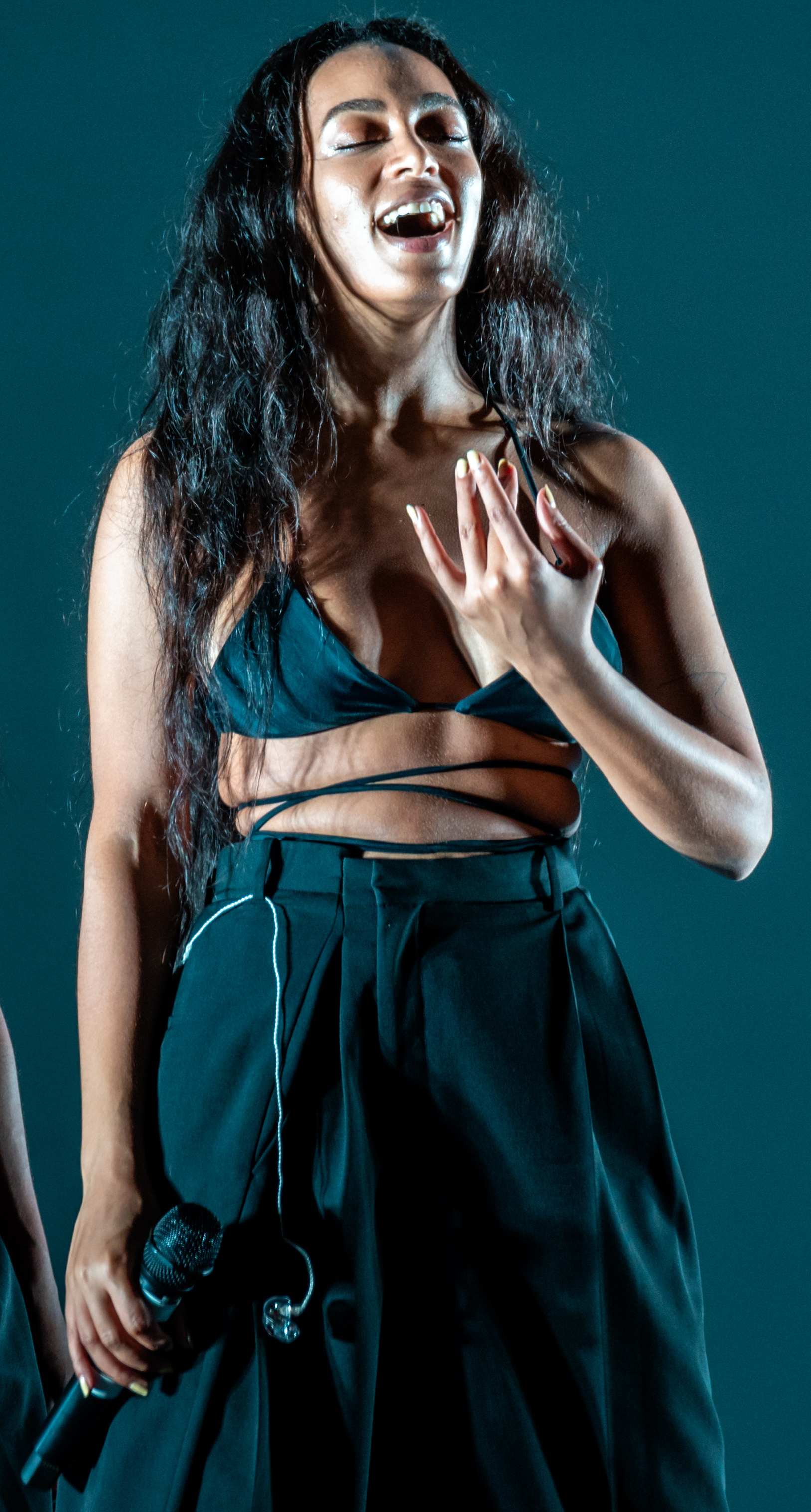
Solange Knowles in concerto al Bonnaroo Music and Arts Festival 2019 a Manchester

Nell'ottobre del 2018, in un'intervista al The New York Times Style Magazine, Solange afferma di un nuovo progetto musicale, concepito tra New Orleans, Houston e Giamaica. Nello stesso anno, in collaborazione con il marchio di abbigliamento giapponese Uniqlo, allestisce delle composizioni artistiche all'Hammer Museum denominate Metatronia (Metatron's Cube), consistenti in una nuova performance interdisciplinare dove si esalta "rapporto tra movimento e architettura come meditazione" tramite la danza, la musica e la forma architettonica. Inizia inoltre una collaborazione tramite la Saint Heron con IKEA, per la realizzazione di elementi di design da interno.
Il 3 gennaio 2019, il Coachella Valley Music and Arts Festival ha annunciato che Solange sarà sul del palco del festival insieme ai Tame Impala. L'8 gennaio 2019, è stato annunciato che Solange si esibirà al Bonnaroo Music Festival, ed è stata anche confermata per esibirsi ai festival di Parklife e al Lovebox Festival.
Il primo marzo 2019 pubblica il suo quarto album When I Get Home, prodotto da Earl Sweatshirt e Standing on the Corner. L'album contiene 19 tracce, che sebbene non accreditati nelle tracce come collaborazioni, vede la partecipazione vocale e musicale di Gucci Mane, Tyler, the Creator, Steve Lacy, Metro Boomin e Dev Hynes. In concomitanza all'album viene rilasciato un mini-film di 35minuti dove i brani fungono da sottofondo musicale. Nelle classifiche debutta in posizioni inferiori rispetto al precedente album, entrando nelle Top20 di Belgio, Regno Unito, Canada ed Australia, e alla posizione numero sette della Billboard 200, con 43.000 unità vendute, diventando il terzo album ad entrare nella Top10 statunitense. Il 7 marzo 2019 rilascia il video del brano Almeda e quattro giorni dopo il video del brano Binz. Il primo estratto riceve tre candidature agli MTV Video Music Awards del 2019 nelle categorie Best Cinematography, Best Editing e Best Choreography.
Il 24 novembre 2019 Knowles dirige e compone la performance artistica e musicale In Past Pupils and Smiles alla Biennale d'arte di Venezia. Nel corso dell'anno ha inoltre diretto, coreografato e prodotto alcune performance art, tra cui Witness! all'Elbphilharmonie e Bridge-s al Getty Museum.
Nell'agosto 2022 il New York City Ballet annuncia che la cantante comporrà una colonna sonora per il Fall Fashion Gala del a settembre successivo, divenendo la terza donna e prima afroamericana a ricoprire tale ruolo per la compagnia.

## Vita privata
Nel 2004 all'età di diciassette anni, si è sposata con il compagno di liceo Daniel Smith, da cui il 18 ottobre dello stesso anno ha avuto il suo primo figlio, Daniel Julez Knowles-Smith. Dopo il divorzio, avvenuto nel 2007, il 16 novembre 2014 convola a nozze con il regista Alan Ferguson. Nel novembre 2019 l'artista dichiara con un messaggio sul suo profilo instagram di essersi separata all'inizio dell'anno. Solange dichiara:
Knowles soffre di Disturbo da deficit di attenzione/iperattività.

## Discografia

### Album in studio
- 2003 – Solo Star
- 2008 – Sol-Angel and the Hadley St. Dreams
- 2016 – A Seat at the Table
- 2019 – When I Get Home

### EP
- 2012 – True

### Singoli
- 2003 – Feelin' You (Part II) (feat. N.O.R.E.)
- 2003 – Crush
- 2008 – I Decided
- 2008 – Sandcastle Disco
- 2009 – T.O.N.Y.
- 2010 – F*ck the Industry
- 2010 – Wanna Go Back (feat. Q-Tip & Marsha Ambrosius)
- 2010 – The Thrill Is Gone (feat. B.B. King)
- 2012 – Losing You
- 2012 – Looks Good with Trouble
- 2012 – Lovers in the Parking Lot
- 2016 – Cranes in the Sky
- 2016 – Don't Touch My Hair
- 2019 – Almeda
- 2019 – Binz
- 2019 – Way to the Show
- 2019 – Beltway
- 2019 – Things I Imagined
- 2019 – Down with the Clique

## Riconoscimenti
- AMFT Awards
  - 2016 – Miglior canzone R&B per Don’t Touch My Hair (con Sampha)[49]
- ASCAP Award
  - 2008 – Miglior canzone R&B/Hip-Hop per Get Me Bodied (come compositrice)[9]
- BET Awards
  - 2009 – Candidatura al Centric Award[50]
  - 2017 – Candidatura al miglior artista R&B[51]
  - 2017 – Centric Award[51]
  - 2017 – Candidatura all'album dell'anno per A Seat at the Table[51]
  - 2017 – Candidatura al video dell'anno per Cranes in the Sky[51]
  - 2019 – Candidatura al miglior artista R&B[52]
- Billboard Women in Music
  - 2017 – Impact Award[27]
- Black Girls Rock!
  - 2017 – Rock Star Celebrant Award[53]
- BRIT Award
  - 2017 – Candidatura alla migliore artista solista femminile internazionale[54]
- Clio Awards
  - 2017 – Miglior marketing musicale per When I Get Home Visual Album[55]
- Edison Jazz-World Awards
  - 2017 – Soul and Beyond Award per A Seat at the Table[56]

Glamour Awards
- 2017 – Donna dell'anno[57]
- Grammy Award
  - 2017 – Miglior interpretazione R&B[26]
- MOBO Awards
  - 2017 – Candidatura al miglior artista internazionale[58]
- MTV Europe Music Awards
  - 2019 – Candidatura al miglior artista alternative[59]
- MTV Video Music Awards
  - 2018 – Candidatura alla miglior sceneggiatura per The Weekend (come regista)[60]
  - 2019 – Candidatura al miglior montaggio per Almeda[61]
  - 2019 – Candidatura alla miglior fotografia per Almeda[61]
  - 2019 – Candidatura alla miglior coreografia per Almeda[61]
- NAACP Image Award
  - 2017 – Candidatura alla miglior artista[62]
  - 2017 – Candidatura al miglior album per A Seat at the Table[62]
  - 2017 – Candidatura alla miglior canzone per Cranes in the Sky[62]
  - 2017 – Candidatura al miglior video per Cranes in the Sky[62]
  - 2017 – Candidatura al miglior gruppo o duo per Mad (con Lil Wayne)[62]
- Nickelodeon Kids' Choice Awards
  - 2017 – Candidatura alla miglior artista esordiente[63]
- NME Awards
  - 2013 – Candidatura al miglior danceflour authem per Loosing You[64]
  - 2017 – Candidatura alla miglior artista internazionale[65]
- Soul Train Music Award
  - 2003 – Miglior video R&B/Soul o Rap per Feelin' You (con N.O.R.E.)[66]
  - 2013 – Candidatura al Centric Award[67]
  - 2014 – Candidatura alla miglior interpretazione dance per Electric Lady (con Janelle Monáe)[68]
  - 2017 – Candidatura alla miglior artista R&B/Soul[69]
  - 2017 – Candidatura all'album dell'anno per A Seat at the Table[69]
  - 2017 – Candidatura alla canzone dell'anno per Cranes in the Sky[69]
  - 2017 – Candidatura al video dell'anno per Cranes in the Sky[69]
  - 2017 – The Ashford & Simpson Songwriter's Award per Cranes in the Sky[69]
  - 2017 – Candidatura alla miglior collaborazione per Don't Touch My Hair (con Sampha)[69]
  - 2017 – Candidatura alla miglior interpretazione dance per Don't Touch My Hair (con Sampha)[69]
- UK Music Video Awards
  - 2013 – Miglior video pop internazionale per Loosing You[70]
- Webby Award
  - 2017 – Artista dell'anno[71]

## Tournée
- 2003 – Solo Star Tour
- 2008 – The Art of Love Tour
- 2008 – Solange Presents Sol-Angel and the Hadley St. Dreams Tour
- 2012 – True Promo Tour
- 2017 – Orion's Rise

## Filmografia

### Cinema
- Ragazze nel pallone - Tutto o niente (Bring It On: All or Nothing), regia di Steve Rash (2006)

### Televisione
- Taina – serie TV, episodio 2x09 (2002)
- La famiglia Proud (The Proud Family) – serie TV, episodio 2x05 (2002)
- One on One (One On One) – serie TV, episodio 3x15 (2004)
- Listen Up! – serie TV, episodio 1x21 (2005)
- Ghost Whisperer - Presenze (Ghost Whisperer) – serie TV, episodio 4x04 (2008)

### Documentari
- Homecoming, regia di Beyoncé (2019)

## Carriera da modella e designer
- volto della casa di moda di famiglia House of Deréon (dal 2006)
- ambasciatrice Armani per i giovani (2008)
- volto per Rimmel London (2011-2012)
- testimonial dei prodotti per la cura dei capelli Carol's Daughter (2012)
- modella per Vogue nella campagna pubblicitaria  Today I'm wearing (2012)
- volto per Madewell (2012)
- modella per Alberta Ferretti alla Settimana della moda di Milano[72] (2012)
- modella/creatrice di una collezione di sneakers in collaborazione con Puma[73] (2014)
- modella per Eleven Paris[74] (2014)
- modella per Michael Kors[75] (2016)
- modella per Levi's (2017)
- modella per Calvin Klein[76][77] (2017, 2022)
- testimonial per Mercedes-Benz nella campagna pubblicitaria "#WEWONDER"[78] (2018)
- modella per Helmut Lang[79] (2018)
- collaborazione come designer con IKEA[80](dal 2018)
- modella per Louis Vuitton[81] (2022)

## Allestimenti e performance art
- An Ode To – Solomon R. Guggenheim Museum[82] (2017)
- Metatronia (Metatron's Cube) – Hammer Museum[83] (2018)
- Witness! – Elbphilharmonie[43] (2019)
- Bridge-s – Getty Museum[44] (2019)
- In Past Pupils and Smiles – Biennale d'arte di Venezia[42] (2019)